# Brdo (gmina Pale)
Brdo (cyr. Брдо) – wieś w Bośni i Hercegowinie, w Republice Serbskiej, w mieście Sarajewo Wschodnie, w gminie Pale. W 2013 roku liczyła 81 mieszkańców.